# Emanuel Viktor Voska
Emanuel Viktor Voska (6. listopadu 1875 Kutná Hora – 1. dubna 1960 Praha) byl kameník, později majitel kamenolomů, a také významný představitel prvního i druhého československého odboje a za první světové války agent tajné služby Spojených států amerických.

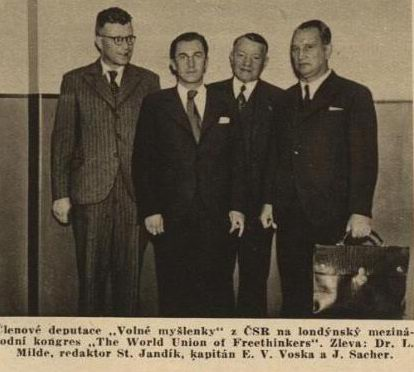
Emanuel Voska (druhý zprava), Kongres volných myslitelů, Londýn, 1938

## Život

### Před první světovou válkou
Narodil se v kamenické rodině, jeho otec tragicky v lomu zahynul, když mu bylo 6 let. Absolvoval s vyznamenáním odpolední průmyslovou školu. Působil ve vzdělávacím spolku Komenský, byl členem místního Sokola, spolku Volná myšlenka a zapojil se i do sociálně demokratického hnutí. V 19 letech bylo Voskovi za kritiku pracovních a hygienických poměrů v továrně na tabákové výrobky v Sedlci doporučeno okresním hejtmanem, aby opustil zemi. Voska s pěti dolary v kapse a bez znalosti angličtiny přistál v roce 1894 v New Yorku. Jako kameník si našel práci v lomu, kde se záhy vypracoval na předáka. V šestadvaceti letech založil společnost Voska & Bremer Marble Company. Vlastnil tři lomy ve Vermountu, ve státě New York a v Kansasu. V té době se také oženil s Annou Ročňákovou, která za ním přijela z vlasti. Anna porodila Voskovi 6 dětí.
Voska se v New Yorku angažoval v českém krajanském hnutí, založil zde i první českou sociálně demokratickou sekci. Vstoupil do místního Sokola a byl členem Volné myšlenky. Založil a redigoval týdeník Pravda a posléze vlastnil i list Hlas lidu. Stal se čelným funkcionářem Česko-Amerického svazu žurnalistů v New Yorku. V roce 1902 poznal profesora Masaryka a seznámil se s rodinou jeho ženy Charlotty. Když o pět let později navštívil Masaryk znovu USA, organizoval Voska Masarykovo přednáškové turné. Později obdobně organizoval i návštěvy jiných českých politiků v USA (Gustav Habrman, František Soukup, Václav Klofáč nebo bratři Vojta a Edvard Beneš).

### Za první světové války
Jako místopředseda svazu Česko-Amerických žurnalistů vytvořil v roce 1914 zpravodajské týmy v Paříži a Londýně a za stejným cílem navštívil Rakousko-Uhersko, kde chtěl získat korespondenty v Praze, Plzni a ve Vídni. V Čechách při té příležitosti na začátku války diskutoval s českými politiky o jejich postojích a došel k závěru, že jedinou reálně uvažující osobností je profesor Masaryk. Masaryk také požádal Vosku, zda by nemohl vysondovat, na kterou stranu se přiklánějí Itálie, Řecko a Osmanská říše. Když opouštěl Voska R-U, měl v podrážkách bot a jeho dcera Villa ve šněrovačce informace vojenského a hospodářského charakteru včetně poselství od profesora Masaryka, které předal v Londýně Wickhamovi Steedovi. V Londýně navštívil za Steedova doprovodu ruského velvyslance Benckendorffa a setkal se s britským ministrem Kitchenerem.
Před návratem do Ameriky dostal doporučující dopis pro Maxwella, washingtonského dopisovatele listu Times, který mu pak umožnil setkání s britským námořním atašé Guy Gauntem, šéfem britské zpravodajské služby ve Spojených státech. Spolupráci projednali v polovině září 1914 na srbském konzulátu v New Yorku. Voska odmítl finanční pomoc a z vlastních prostředků začal budovat zpravodajskou agenturu, vlastně soukromou detektivní kancelář. Brzy v agentuře pracovalo 84 dobrovolníků, většinou původem Čechů. Voska získal spolupracovníky na rakouských konzulátech v San Franciscu, v Clevelandu, St. Louis, Chicagu, New Orleansu a také na německém velvyslanectví ve Washingtonu. V roce 1915 se dostal do finanční tísně a prodal lomy v Kansasu, aby nemusel omezovat zpravodajskou činnost.
V únoru 1916 byla před americkými úřady díky německé zpravodajské službě Voskova agentura odhalena v tisku, Voska však našel porozumění u ministra spravedlnosti T. W. Gregoryho, který budoval americkou Intelligence Service. Gregory nabídl Voskovi spolupráci a již počátkem roku 1917 zařadil Voskovu agenturu do rozpočtu ministerstva. Po vstupu USA do války přešla většina Voskových důvěrníků do služeb ministerstva. Na základě informací Voskovy agentury americké úřady v průběhu války zatkly několik stovek německých a rakousko-uherských agentů.
Voska velmi výrazně omezoval špionážní činnost ústředních mocností v USA, odhaloval sabotérskou činnost, upozorňoval na chystané stávky a zveřejňoval finanční převody německé zpravodajské služby. Voskova agentura má také na kontě dvě velké aféry, takzvanou aféru „Albertova aktovka“ a případ žurnalisty Archibalda. Dr. Heinrich Albert byl obchodním radou německého velvyslanectví, jemuž lidé z Voskovy agentury vyměnili ve vlaku aktovku a dokumenty pak Voska uveřejnil v tisku, čímž kompromitoval řadu politiků a osobností ze spolupráce s německou zpravodajskou službou. Aktovka také obsahovala dokumenty o dodávkách kontrabandu do Německa.
Aféra s žurnalistou Jamesem Francisem Archibaldem ovlivnila především americké veřejné mínění, neboť na Voskovo upozornění zadrželi Britové parník, na kterém se nacházel Archibald i s dokumenty z německého velvyslanectví, které převážel do Německa. Dokumenty usvědčovaly Německo z plánovaných sabotáží, organizování stávek, podplácení odborových předáků a mnoha dalších nezákonných věcí. Voska pak v tisku mimo jiné zveřejnil i dopis německého vojenského atašé Franze von Papen: „Neustále opakuji těm pitomým Yankeeům, aby drželi hubu.“ Spojené státy pak donutily Německo kompletně vyměnit představitele německého velvyslanectví.
Voskova agentura se podílela i na odhalení irského povstání v roce 1916. Jeho kontrašpionážní aktivity jsou spojovány s pádem Bághá Džatína, bengálského filozofa a revolucionáře zasazujícího se o nezávislost Indie na britské koloniální říši. Na podzim 1916 Voska demaskoval v tisku dva německé agenty pracující v kanceláři prezidentského kandidáta Charlese Hughese a tím výrazně přispěl k vítězství Wilsona v prezidentských volbách.
V roce 1917 vstoupil do americké armády a v hodnosti kapitána působil jako styčný důstojník mezi československými legiemi a armádou USA, pak byl poradcem prezidenta Wilsona a prostředníkem mezi ním a T. G. Masarykem. Od května 1918 byl jmenován hlavním zpravodajským důstojníkem amerických Pershingových vojsk v Evropě, kam se z Ameriky přemístil.

### V letech 1919–1945
Od roku 1919 žil v Československu a byl výraznou osobností v Československé sociálně demokratické straně dělnické. Spolupracoval také při založení Československého červeného kříže. Angažoval se v protifašistickém hnutí a organizoval pomoc antifašistickým emigrantům z Německa i Rakouska. Po vypuknutí občanské války ve Španělsku stál v letech 1936–1937 v čele Výboru pro pomoc demokratickému Španělsku. Po okupaci českých zemí byl krátce vězněn. Po propuštění se mu podařilo emigrovat do USA. Během války pracoval pro americkou zpravodajskou službu v Turecku.

### Po druhé světové válce
Po návratu do Československa opět začal podnikat, zabýval se dovozem psacích strojů. Zapojil se i do veřejného života mj. byl předsedou obnovené Společnosti přátel demokratického Španělska. Jako volnomyšlenkář se angažoval také ve Svazu občanů bez vyznání, což byla nekomunistická platforma českých ateistů.
Jako zpravodajský důstojník prvního a druhého odboje a pro své vazby na španělské interbrigadisty se stal předmětem zájmu Státní bezpečnosti. V roce 1950 byl zatčen. Ve vykonstruovaném procesu byl v roce 1954 odsouzen na deset let vězení. V procesu s Rudolfem Slánským v listopadu 1952 byly dopisy nalezené při domovní prohlídce a jeho výpověď při zatčení použity jako důkazy proti Otto Šlingovi. V roce 1960 byl jako těžce nemocný, krátce před svou smrtí, podmínečně propuštěn.

## Ocenění
- Již roku 1935 byl E. V. Voska jmenován čestným občanem Kutné Hory.[6]
- V roce 1998 byl E. V. Voskovi udělen Řád Tomáše Garrigua Masaryka III. třídy in memoriam.
- Roku 2011 se z iniciativy Konfederace politických vězňů v Kutné Hoře objevilo Voskovo jméno na jeho místním (dosud anonymním) hrobě na hřbitově Všech Svatých[7]
- Roku 2013 po něm byla pojmenována vznikající ulice v městské části Hlouška – Kpt. Vosky[8]
- Z roku 2018 pochází kruhový terč (o průměru 84 cm) s portrétem Emanuela Vosky od akademického malíře Pavla Vavryse. Dílo je součástí Vavrysova obrazového cyklu „Česká paměť“.[9]